# Liste der denkmalgeschützten Objekte in Micheldorf in Oberösterreich
Die Liste der denkmalgeschützten Objekte in Micheldorf in Oberösterreich enthält die 40 denkmalgeschützten, unbeweglichen Objekte in Micheldorf in Oberösterreich.

## Denkmäler
| Foto  |                 | Denkmal | Standort                                                                  | Beschreibung | Metadaten |
| ----- | --------------- | --- | ------------------------------------------------------------------------- | --- | --- |
| ja    | Datei hochladen | Wohnhaus, Schmiedehaus HERIS-ID: 89228 Objekt-ID: 103844seit 2016                                                    | An der Zinne 6 Standort KG: Mittermicheldorf                              | Schmiedhaus der Sensenschmiede an der Zinne, zweigeschoßiges Wohnhaus mit ziegelgedecktem Satteldach, um 1800 unter Einbeziehung älterer Bauteile zum heutigen Erscheinungsbild um- und ausgebaut. Fassadengliederung mit Putzbänderung, im Obergeschoß mit Lisenen. Die Fenster des Obergeschoßes sind wie die übrigen Wohngebäude des Ensembles mit zarten rocailleartigen Stuckbändern verziert. Portal mit aufgedoppelter barocker Eingangstür mit zeitgleichen Beschlägen und Türschloss. | BDA-Hist.: Q64765147 Status: Bescheid Stand der BDA-Liste: 2025-06-30 Name: Wohnhaus, Schmiedehaus GstNr.: .92 Schmiedhaus (Weinmeister)                                                                                   |
| ja    | Datei hochladen | Herrenhaus, Der obere Asang, Saganger, Unter Haindl, Untere Kaltenbrunner Werkstatt HERIS-ID: 18698 Objekt-ID: 14992 | Edelhofstraße 14 Standort KG: Mittermicheldorf                            | Herrenhaus der ehemaligen Sichel- und Sensenschmiede am oberen Absang, später als „Edelhof“ bekannt (auch „Unterhaindl“ genannt, gegründet vor 1595). Biedermeierliche Baugruppe über frühneuzeitlichem Kern. | BDA-Hist.: Q996257 Status: Bescheid Stand der BDA-Liste: 2025-06-30 Name: Herrenhaus, Der obere Asang, Saganger, Unter Haindl, Untere Kaltenbrunner Werkstatt GstNr.: .294/2 Herrenhaus (Saganger)                         |
| ja    | Datei hochladen | Bildstock HERIS-ID: 89178 Objekt-ID: 103776                                                                          | gegenüber Gradenweg 7 Standort KG: Mittermicheldorf                       | Bildstock, zur Sensenschmiede am Gries gehörig, ursprünglich westlich des Bauernhauses, heute im Museumsbereich neben dem Hammergebäude aufgestellt. Schmiedeeisernes Gitter, bez. mit dem Zeichen „Kelch mit Hostie“ und „K ST“ für Karl Steinhuber. | BDA-Hist.: Q64765133 Status: § 2a Stand der BDA-Liste: 2025-06-30 Name: Bildstock GstNr.: 2609/3 Bildstock (Gradn) |
| ja    | Datei hochladen | Herrenhaus HERIS-ID: 88614 Objekt-ID: 103191                                                                         | Gradenweg 9 Standort KG: Mittermicheldorf                                 | Herrenhaus der ehemaligen Sensenschmiede am Gries (Gradnwerk). Um 1829 erweiterter Dreiflügelbau mit hohem Walmdach über älterem Baukern. Die vierte Seite wird durch eine Tormauer abgeschlossen. Das markante Einfahrtstor verbindet klassizistische Details mit traditionell bäuerlichen Formen (Drehwirbelmotiv), über dem Tor das Hauszeichen „Kelch mit Hostie“. Einheitlicher Fassadendekor mittels eingetiefter rundbogiger Fensterrahmen und einem in Sturzhöhe umlaufenden Putzband im Erdgeschoß. Betonung der siebenachsigen Hauptfront durch Seitenrisalite mit Bänderung. Klassizistische Eingangstür mit Kelchmotiven, darüber Tafel bez. „Durch Caspar Zeitlinger und Josepha Zeitlinger im Jahre 1829 erbaut worden“. Schmiedeeiserne Rokoko-Fensterkörbe im Obergeschoß, südseitig den Hl. Georg darstellende Sonnenuhr aus dem 18. Jh. Im Inneren klassizistische Schmiedeeisentür zum Obergeschoß mit Kelchzeichen und „KST“ (Karl Steinhuber). Im Obergeschoß barocke Balkendecke, deren Rüstbaum wiederum das Kelchzeichen trägt und mit „G G“ (Georg Grätt) bezeichnet ist. Das Herrenhaus ist heute Teil des OÖ. Sensenschmiedemuseums. | BDA-Hist.: Q64765128 Status: Bescheid Stand der BDA-Liste: 2025-06-30 Name: Herrenhaus GstNr.: .224 Herrenhaus (OÖ. Sensenschmiedemuseum)                                                                                  |
| ja    | Datei hochladen | Feyreggerhaus HERIS-ID: 88632 Objekt-ID: 103214                                                                      | Gradenweg 11 Standort KG: Mittermicheldorf                                | Feyreggerhaus (ehemals zu Wohn- und Wirtschaftszwecken multifunktional genutzter Bau) der ehemaligen Sensenschmiede am Gries. Langgezogener, eingeschoßiger Bau mit dem Herrenhaus entsprechender, biedermeierlicher Fassadengestaltung, nordseitig rund gemauerter Abschluss. Ziegelgedecktes Walmdach mit Dachgauben. Eingemauerter Haimstock und Tafel, bez. „Durch Caspar Zeitlinger und Josepha Zeitlinger im Jahre 1829 erbaut worden“. Das Feyreggerhaus wird heute von der Gemeinde Micheldorf für Hochzeiten genutzt. | BDA-Hist.: Q64765129 Status: Bescheid Stand der BDA-Liste: 2025-06-30 Name: Feyreggerhaus GstNr.: .225 Feyreggerhaus (OÖ. Sensenschmiedemuseum)                                                                            |
| ja    | Datei hochladen | Schmiedhaus HERIS-ID: 88635 Objekt-ID: 103217                                                                        | Gradenweg 13 Standort KG: Mittermicheldorf                                | Schmiedhaus (Wohnhaus der Schmiede) der ehemaligen Sensenschmiede am Gries. Einheitliche biedermeierliche Fassadengestaltung, im Obergeschoß Fensterverdachungen mit Dreiecksgiebeln, ziegelgedecktes Walmdach. Neben der Haustür eingemauerter Haimstock und Tafel, bez. „Durch Caspar Zeitlinger und Josepha Zeitlinger im Jahre 1830 erbaut worden“. | BDA-Hist.: Q64765130 Status: Bescheid Stand der BDA-Liste: 2025-06-30 Name: Schmiedhaus GstNr.: .223 Schmiedhaus (Gradn)                                                                                                   |
| ja    | Datei hochladen | Stainhuberhammer HERIS-ID: 47027 Objekt-ID: 49475                                                                    | Gradenweg 17 Standort KG: Mittermicheldorf                                | Ehemaliges Hammergebäude der Sensenschmiede „Untere Stainhub“, 1831 unter Einbeziehung älterer Substanz adaptiert und erweitert. Vereinheitlichend gestaltete Rundgiebel mit Figurennischen und Doppeladlern, bekrönt vom Hammerzeichen „Wildschwein“. Tafel bez. „Durch Caspar Zeitlinger und Josepha Zeitlinger im Jahre 1831 erbaut worden“. Um 1900 angebautes, original erhaltenes Turbinenhaus mit Voith-Turbine, dem ältesten Modell dieser Type in der Region. Der Steinhuberhammer beherbergt heute als Teil des OÖ. Sensenschmiedemuseums die „Klangwelten“. | BDA-Hist.: Q2271294 Status: Bescheid Stand der BDA-Liste: 2025-06-30 Name: Stainhuberhammer GstNr.: .209 Steinhuberhammer (OÖ. Sensenschmiedemuseum)                                                                       |
| ja    | Datei hochladen | Ehem. Herrenhaus HERIS-ID: 89214 Objekt-ID: 103830seit 2016                                                          | An der Zinne 3 Standort KG: Mittermicheldorf                              | Ehemaliges Herrenhaus der Sensenschmiede an der Zinne, dreiflügelige Anlage mit ziegelgedeckten Walm- und Schopfwalmdächern, um 1800 unter Einbeziehung des barocken Haupthauses zum heutigen Erscheinungsbild um- und ausgebaut. Zweigeschoßiges Haupthaus mit barockisierender Biedermeierfassade, seitlich anschließend das eingeschoßige Wirtschaftsgebäude. | BDA-Hist.: Q64765145 Status: Bescheid Stand der BDA-Liste: 2025-06-30 Name: Ehem. Herrenhaus GstNr.: .88/4 |
| ja    | Datei hochladen | Wohnhaus, ehem. Waschhaus HERIS-ID: 89230 Objekt-ID: 103846seit 2016                                                 | An der Zinne 1 Standort KG: Mittermicheldorf                              | „Waschhaus“ der Sensenschmiede an der Zinne, zweigeschoßiges Wohnhaus direkt an der Krems mit ziegelgedecktem Walmdach. Reich gegliederte biedermeierliche Fassade mit Nutung im Erdgeschoß und Silhouettepilastergliederung sowie Fenster im Obergeschoß mit zarten rocailleartigen Stuckbändern. Risalitartig vorspringendes Hauptportal mit geschwungener, profilierter Verdachung, darunter eine Steintafel mit der Jahreszahl „1807“ und den Initialen „F. Z.“ (Franz Zeitlinger), darüber eine kleine Figurennische. | BDA-Hist.: Q64765148 Status: Bescheid Stand der BDA-Liste: 2025-06-30 Name: Wohnhaus, ehem. Waschhaus GstNr.: .88/1 |
| ja    | Datei hochladen | Ehem. Hammergebäude HERIS-ID: 89211 Objekt-ID: 103827                                                                | An der Zinne 2 Standort KG: Mittermicheldorf                              | Ehemaliges Hammergebäude der Sensenschmiede an der Zinne. Barocke Rundgiebel mit Figurennischen an beiden Schmalseiten. An einer Giebelfront Marmorplatte bez. „1796 F. Z.“ (Franz Zeitlinger), eingemauerter Haimstock. 1938/39 als Feuerwehrhaus adaptiert (Schlauchturm aus dieser Zeit), seit 2001 von der evangelikalen Gemeinde Kremstal als Bet- und Versammlungsraum genutzt. | BDA-Hist.: Q2271301 Status: Bescheid Stand der BDA-Liste: 2025-06-30 Name: Ehem. Hammergebäude GstNr.: .88/2 Weinmeisterhammer                                                                                             |
| ja    | Datei hochladen | Kohlekeller HERIS-ID: 89226 Objekt-ID: 103842seit 2016                                                               | gegenüber An der Zinne 2 Standort KG: Mittermicheldorf                    | Zweigeschoßiger Bau vom Anfang des 19. Jahrhunderts, der zur Lagerung großer Mengen der zum Betrieb des Sensenwerks benötigten Holzkohle diente. Teilweise gemauertes Erdgeschoß und geschwungene Giebelfront mit breiten Segmentbogentoren. Das Gebäude wird durch eine steile Auffahrtsrampe mit Steinbrüstung erschlossen. Der dahinter anschließende Stadl ist in Holzkonstruktion ausgeführt. | BDA-Hist.: Q64765146 Status: Bescheid Stand der BDA-Liste: 2025-06-30 Name: Kohlekeller GstNr.: .98 Kohlboden (Weinmeister)                                                                                                |
| ja    | Datei hochladen | Waag HERIS-ID: 107626 Objekt-ID: 124977seit 2016                                                                     | bei An der Zinne 2 Standort KG: Mittermicheldorf                          | Kleiner, eingeschoßiger Bau mit annähernd quadratischem Grundriss und hohem Walmdach aus dem beginnenden 19. Jahrhundert. | BDA-Hist.: Q64765149 Status: Bescheid Stand der BDA-Liste: 2025-06-30 Name: Waag GstNr.: .91 |
| ja    | Datei hochladen | Brücke HERIS-ID: 107627 Objekt-ID: 124978seit 2016                                                                   | bei An der Zinne 2 Standort KG: Mittermicheldorf                          | Die kleine einbogige Steinbrücke über die Krems verbindet die Sensenschmiede an der Zinne mit dem Ortskern. Eine Marmortafel am Brückengeländer trägt die Jahreszahl 1810, die Brücke ist in der Grundsubstanz aber vermutlich älter. | BDA-Hist.: Q64765150 Status: Bescheid Stand der BDA-Liste: 2025-06-30 Name: Brücke GstNr.: 2611/9 |
| ja    | Datei hochladen | Kramgebäude HERIS-ID: 88645 Objekt-ID: 103227                                                                        | gegenüber Gradenweg 9 Standort KG: Mittermicheldorf                       | Ehemalige Kram der Sensenschmiede am Gries. Neubau von Johann Baumschlager aus dem 2. Viertel des 19. Jh. Giebelseite bez. „C.Z I.Z 1827“ (Caspar Zeitlinger, Josepha Zeitlinger), darüber eingemauert eine Hausuhr. Die Kram ist heute Teil des OÖ. Sensenschmiedemuseums. | BDA-Hist.: Q64765131 Status: Bescheid Stand der BDA-Liste: 2025-06-30 Name: Kramgebäude GstNr.: .227 Kram (OÖ. Sensenschmiedemuseum)                                                                                       |
| ja    | Datei hochladen | Schmiedehammer, Gradn-Hammer HERIS-ID: 88652 Objekt-ID: 103234                                                       | gegenüber Gradenweg 13 Standort KG: Mittermicheldorf                      | Ehemaliges Hammergebäude der Sensenschmiede am Gries, des zeitweise größten Sensenproduzenten der Monarchie. Auf dem typischen geschwungenen Rundgiebel das Zeichen „Kelch mit Hostie“, darunter ein Doppeladler, der zusammen mit Beschriftung und Jahreszahl auf das 1838 verliehene Landesfabriksprivilegium verweist („K. K. PRIV. OB. ÖST. LANDES FABRIK V. K. Z.“). Über dem Eingang Tafel bez. „Durch Caspar Zeitlinger und Josepha Zeitlinger im Jahre 1836 erbaut worden“. Im Inneren originalgetreu erhaltene bzw. wiederaufgestellte Ausstattung einer Sensenschmiede, heute OÖ. Sensenschmiedemuseum. | BDA-Hist.: Q64765132 Status: Bescheid Stand der BDA-Liste: 2025-06-30 Name: Schmiedehammer, Gradn-Hammer GstNr.: .226 Gradnhammer (OÖ. Sensenschmiedemuseum)                                                               |
| ja    | Datei hochladen | Figurenbildstock, sog. Johannes-Kapelle HERIS-ID: 89115 Objekt-ID: 103712                                            | gegenüber Hauptstraße 37 Standort KG: Mittermicheldorf                    | | BDA-Hist.: Q37732082 Status: § 2a Stand der BDA-Liste: 2025-06-30 Name: Figurenbildstock, sog. Johannes-Kapelle GstNr.: .124 Johannes-Kapelle (Micheldorf in Oberösterreich)                                               |
| ja    | Datei hochladen | Ehem. Gasthaus Zur Sense, ehem. Hoftaverne HERIS-ID: 59875 Objekt-ID: 71534                                          | Hauptstraße 45 Standort KG: Mittermicheldorf                              | Ausgedehnter Einkehrgasthof, in einer biedermeierlichen und historistischen Bauphase über älterer Grundsubstanz in den Hofbereichen ausgebaut, im Ortszentrum von Micheldorf gegenüber der ehemaligen Sensenschmiede an der Zinne. | BDA-Hist.: Q38088978 Status: § 2a Stand der BDA-Liste: 2025-06-30 Name: Ehem. Gasthaus Zur Sense, ehem. Hoftaverne GstNr.: .102                                                                                            |
| ja    | Datei hochladen | Pfarrhof und Stallgebäude HERIS-ID: 88492 Objekt-ID: 103064                                                          | Heiligenkreuz 4 Standort KG: Mittermicheldorf                             | | BDA-Hist.: Q37725790 Status: § 2a Stand der BDA-Liste: 2025-06-30 Name: Pfarrhof und Stallgebäude GstNr.: .394 |
| ja BW | Datei hochladen | Kath. Pfarrkirche Kreuzerhöhung und Friedhof HERIS-ID: 52183 Objekt-ID: 58584                                        | gegenüber Heiligenkreuz 4 Standort KG: Mittermicheldorf                   | Die kleine, einschiffige Kirche wurde 1534 geweiht. Sie hat ein stichkappengewölbtes Langhaus mit einem gotischen Fronbogen und einen eingezogenen Chor mit Fünfachtelschluss. Der Turm ist ein sogenannter Dachreiter mit Zwiebelhelm. Die Kirche hatte ursprünglich drei gotische Portale, die Portale im Westen und Süden sind jedoch zugemauert. Das Deckenfresko im Chor wurde 1954 von Fritz Fröhlich geschaffen. Die Einrichtung ist neugotisch. Am Friedhof gibt es einige geschmiedete Grabkreuze aus dem 18. und 19. Jahrhundert. | BDA-Hist.: Q21856577 Status: § 2a Stand der BDA-Liste: 2025-06-30 Name: Kath. Pfarrkirche Kreuzerhöhung und Friedhof GstNr.: .395, .424, 2788, 2789 Pfarrkirche Kreuzerhöhung, Heiligenkreuz, Micheldorf in Oberösterreich |
| ja    | Datei hochladen | Gradn-Bauernhaus, heute Gasthof Zum Schwarzen Grafen HERIS-ID: 46879 Objekt-ID: 49174                                | Kaspar-Zeitlinger-Straße 28 Standort KG: Mittermicheldorf                 | Monumentaler Bauernhof der Sensenschmiede am Gries, um 1828 unter dem Gewerken Caspar Zeitlinger unter Einbeziehung eines älteren Wohntraktes errichtet. Für das Gradn-Ensemble typische biedermeierklassizistische Fassade und hohes, ziegelgedecktes Walmdach. Bemerkenswerte Säulenhalle (ehemaliger Kuhstall), handwerklich gediegene Zimmermannsarbeit der Tenne und des mehrgeschoßigen Dachstuhls. 1998 Adaptierung als „Gasthof zum Schwarzen Grafen“. | BDA-Hist.: Q64765127 Status: Bescheid Stand der BDA-Liste: 2025-06-30 Name: Gradn-Bauernhaus, heute Gasthof Zum Schwarzen Grafen GstNr.: .228/1 Bauernhaus (Gradn)                                                         |
| ja    | Datei hochladen | Kath. Pfarrkirche hl. Josef HERIS-ID: 52399 Objekt-ID: 59072                                                         | gegenüber Kirchenplatz 1 Standort KG: Mittermicheldorf                    | Pfarrkirche Hl. Josef, neue Kirche (erbaut 1946–1953). Rokoko-Altar (bez. 1756) aus der Stiftskirche Schlierbach. | BDA-Hist.: Q21856570 Status: § 2a Stand der BDA-Liste: 2025-06-30 Name: Kath. Pfarrkirche hl. Josef GstNr.: .517 Pfarrkirche Micheldorf in Oberösterreich                                                                  |
| ja    | Datei hochladen | Bildstock HERIS-ID: 89123 Objekt-ID: 103721                                                                          | gegenüber Pyhrnstraße 23 Standort KG: Mittermicheldorf                    | Bildstock neben dem (nicht erhaltenen) sog. „Blumauerhaus“. | BDA-Hist.: Q37732183 Status: § 2a Stand der BDA-Liste: 2025-06-30 Name: Bildstock GstNr.: 2982 |
| ja    | Datei hochladen | Nebengebäude des ehem. Sensenwerkes Oberhaindl HERIS-ID: 88567 Objekt-ID: 103142                                     | Pyhrnstraße 63 Standort KG: Mittermicheldorf                              | → Hauptartikel : Sensenschmiede unter der Linde#Nebengebäude f1 | BDA-Hist.: Q64765154 Status: Bescheid Stand der BDA-Liste: 2025-06-30 Name: Nebengebäude des ehem. Sensenwerkes Oberhaindl GstNr.: .5                                                                                      |
| ja    | Datei hochladen | Herrenhaus des ehem. Sensenwerkes Oberhaindl HERIS-ID: 38296 Objekt-ID: 37826                                        | Pyhrnstraße 65 Standort KG: Mittermicheldorf                              | Herrenhaus der ehemaligen Sensenschmiede Oberhaindl (seit 1581 Sensenhammer, vorher bereits Hackenschmiede). Wird heute als Pension Haindl geführt. | BDA-Hist.: Q64765152 Status: Bescheid Stand der BDA-Liste: 2025-06-30 Name: Herrenhaus des ehem. Sensenwerkes Oberhaindl GstNr.: .3/1 Herrenhaus (Oberhaindl)                                                              |
| ja    | Datei hochladen | Hofkapelle, Sensenschmied-Kapelle, Kapelle hl. Johannes Nepomuk, Haindl-Kapelle HERIS-ID: 38297 Objekt-ID: 37827     | bei Pyhrnstraße 65 Standort KG: Mittermicheldorf                          | Freistehende Hauskapelle der ehemaligen Sensenschmiede Oberhaindl, 1820 unter den Gewerken Franz und Josefa Moser in einer Sumpfwiese als Notstandsarbeit der Schmiede erbaut. Geschwungener Giebel mit Sonnenuhr, qualitätsvolles gleichzeitiges klassizistisches Schmiedeeisengitter und ebensolcher Altar. Das Gitter trägt das Zeichen „Zwei Mondschein“ und die Initialen „F M J M“. | BDA-Hist.: Q64765153 Status: Bescheid Stand der BDA-Liste: 2025-06-30 Name: Hofkapelle, Sensenschmied-Kapelle, Kapelle hl. Johannes Nepomuk, Haindl-Kapelle GstNr.: .4 Haindl-Kapelle                                      |
| ja    | Datei hochladen | Stall, Nebengebäude des ehem. Sensenwerkes Oberhaindl HERIS-ID: 88576 Objekt-ID: 103151                              | bei Pyhrnstraße 65 Standort KG: Mittermicheldorf                          | → Hauptartikel : Sensenschmiede unter der Linde#Stallgebäude f1 | BDA-Hist.: Q64765155 Status: Bescheid Stand der BDA-Liste: 2025-06-30 Name: Stall, Nebengebäude des ehem. Sensenwerkes Oberhaindl GstNr.: .3/4 Stall bei der Sensenschmiede unter der Linde                                |
| ja    | Datei hochladen | Nischen- /Kapellenbildstock HERIS-ID: 89104 Objekt-ID: 103701                                                        | Ziehbergstraße / Heiligenkreuzer Straße Standort KG: Mittermicheldorf     | | BDA-Hist.: Q37732031 Status: § 2a Stand der BDA-Liste: 2025-06-30 Name: Nischen- /Kapellenbildstock GstNr.: 2771/4 |
| ja    | Datei hochladen | Frühmittelalterliches Gräberfeld „Am Stein“ HERIS-ID: 113166 Objekt-ID: 131414seit 2019                              | Standort KG: Mittermicheldorf                                             | | BDA-Hist.: Q105646978 Status: Bescheid Stand der BDA-Liste: 2025-06-30 Name: Frühmittelalterliches Gräberfeld „Am Stein“ GstNr.: 2619/6, 2039/2                                                                            |
| ja    | Datei hochladen | Befestigungsanlage, Gräberfeld und frühmittelalterl. Vorgängerkirche Georgenberg HERIS-ID: 112192 Objekt-ID: 130264  | Georgenberg Standort KG: Obermicheldorf                                   | Archäologische Untersuchungen in den Jahren 1953 bis 1956 belegen eine durchgehende Besiedelung seit ca. 4000 Jahren. | BDA-Hist.: Q37829356 Status: Bescheid Stand der BDA-Liste: 2025-06-30 Name: Befestigungsanlage, Gräberfeld und frühmittelalterl. Vorgängerkirche Georgenberg GstNr.: .1, 10/1, 10/5, 10/9, 10/10, 10/16, 10/17, 10/15      |
| ja    | Datei hochladen | Kreuzweg HERIS-ID: 94502 Objekt-ID: 109660                                                                           | Am Georgenberg 40, in der Nähe Standort KG: Obermicheldorf                | Kreuzweg entlang des Fußweges zur Kirche auf den Georgenberg, errichtet 1859. Die 11 Stationen außerhalb der Kirche sind aus Almtaler Nagelfluh gehauen, die letzten 3 Stationen befinden sich in der Georgenbergkirche. | BDA-Hist.: Q37764592 Status: § 2a Stand der BDA-Liste: 2025-06-30 Name: Kreuzweg GstNr.: 1248 Georgiberg Kreuzweg, Micheldorf                                                                                              |
| ja    | Datei hochladen | Kalvarienbergkirche hl. Georg HERIS-ID: 38294 Objekt-ID: 37824                                                       | gegenüber Am Georgenberg 40 Standort KG: Obermicheldorf                   | Gotische Kalvarienbergkirche über Resten einer frühchristlichen Apsis (4. bis 5. Jh.), unter den Jörgern als protestantische Kirche barockisiert. Gotischer netzrippengewölbter Chor (Ende 15. Jh.), Maßwerksfenster; Einschiffiges barockes Langhaus (1610/11), erneuert 1730. Eingebauter Westturm mit abgetrepptem Zeltdach. Auf dem Hochaltar fig. Kreuzgruppe (2. Viertel 17. Jh.). 1788 von Micheldorfer Sensengewerken angekauft und seither im Besitz der Gemeinde Micheldorf. Glasfenster von Lydia Roppolt. | BDA-Hist.: Q1508698 Status: § 2a Stand der BDA-Liste: 2025-06-30 Name: Kalvarienbergkirche hl. Georg GstNr.: .1 Georgenbergkirche (Micheldorf in Oberösterreich)                                                           |
| ja    | Datei hochladen | Pfuster-Kreuz HERIS-ID: 38295 Objekt-ID: 37825                                                                       | Eisbach 20, in der Nähe Standort KG: Obermicheldorf                       | Barockes Schmiedeeisen-Großgrabkreuz der Sensenschmiedefamilie Kaltenbrunner, um 1735. Bez. mit dem Hammerzeichen „Winkelmaß“ der ehemaligen Sensenschmiede zu Dörflern und den Initialen „S K P“ und „T K P“ für Simon Kaltenbrunner und Maria Theresia Kaltenbrunner. Wurde wahrscheinlich nach 1840 an seinem jetzigen Standort bei der Pfuster aufgestellt und ist seither als „Pfusterkreuz“ bekannt. Restauriert 1955/57. | BDA-Hist.: Q64765138 Status: Bescheid Stand der BDA-Liste: 2025-06-30 Name: Pfuster-Kreuz GstNr.: 290 Pfusterkreuz |
| ja    | Datei hochladen | Herrenhaus der Pfusterschmiede HERIS-ID: 18699 Objekt-ID: 14993                                                      | Eisbach 20 Standort KG: Obermicheldorf                                    | Herrenhaus der ehemaligen Pfusterschmiede (1334 urkundlich erwähnt). Im Schlussstein über einem Torbogen bez. mit dem Zeichen „Zwei Kreuz“ und „WM BM“ (Wolfgang Moser, Anna Barbara Moser). Eine andere Toreinfahrt bez. „S. 1839 H.“ (Susanna Holzinger). Im Obergeschoß schmiedeeiserne Fenstergitter mit dem Hammerzeichen „Zwei Kreuz“. An einer Ecke eine im Zuge der letzten Renovierung freigelegte Wandmalerei, den hl. Georg darstellend. | BDA-Hist.: Q64765137 Status: Bescheid Stand der BDA-Liste: 2025-06-30 Name: Herrenhaus der Pfusterschmiede GstNr.: .28/2 Herrenhaus (Pfuster)                                                                              |
| ja    | Datei hochladen | Kornkammer der Pfusterschmiede, sog. Pfusterhammerl HERIS-ID: 93924 Objekt-ID: 109047                                | bei Eisbach 20 Standort KG: Obermicheldorf                                | → Hauptartikel : Sensenschmiede an der Pfuster#Kornkammer f1 | BDA-Hist.: Q64765139 Status: Bescheid Stand der BDA-Liste: 2025-06-30 Name: Kornkammer der Pfusterschmiede, sog. Pfusterhammerl GstNr.: .28/3 Kornkammer (Pfuster)                                                         |
| ja    | Datei hochladen | Gartenhäuschen der Pfusterschmiede HERIS-ID: 93926 Objekt-ID: 109050                                                 | Eisbach 20, in der Nähe Standort KG: Obermicheldorf                       | → Hauptartikel : Sensenschmiede an der Pfuster#Garten mit Gartenhäuschen f1 | BDA-Hist.: Q64765140 Status: Bescheid Stand der BDA-Liste: 2025-06-30 Name: Gartenhäuschen der Pfusterschmiede GstNr.: 287/2 Garten (Pfuster)                                                                              |
| ja    | Datei hochladen | Auszugshäusl der Pfusterschmiede HERIS-ID: 93927 Objekt-ID: 109051                                                   | Eisbach 22 Standort KG: Obermicheldorf                                    | → Hauptartikel : Sensenschmiede an der Pfuster#Pfusterhammerl f1 | BDA-Hist.: Q64765141 Status: Bescheid Stand der BDA-Liste: 2025-06-30 Name: Auszugshäusl der Pfusterschmiede GstNr.: .28/4 Pfusterhammerl                                                                                  |
| ja    | Datei hochladen | Ehem. Eisenbahnbrücke, heute Radweg, sog. Tiefengrabenbrücke HERIS-ID: 98002 Objekt-ID: 113875                       | Standort KG: Obermicheldorf                                               | Ehemalige Eisenbahnbrücke der Steyrtalbahn über den Tiefengraben, heute Teil des Steyrtalradwegs. Sie wurde 1908 errichtet und 1991 restauriert. Die Spannweite beträgt 80 m, die lichte Höhe 40 m. Die Brücke verbindet die Gemeinden Grünburg und Micheldorf. | BDA-Hist.: Q37771034 Status: § 2a Stand der BDA-Liste: 2025-06-30 Name: Ehem. Eisenbahnbrücke, heute Radweg, sog. Tiefengrabenbrücke GstNr.: 1268, 1267/1 Tiefengrabenbrücke                                               |
| ja    | Datei hochladen | Straßenbrücke (westliche Widerlager) HERIS-ID: 60060 Objekt-ID: 71903                                                | Göritz 6, bei Standort KG: Obermicheldorf                                 | | BDA-Hist.: Q38089950 Status: Bescheid Stand der BDA-Liste: 2025-06-30 Name: Straßenbrücke (westliche Widerlager) GstNr.: 988/1                                                                                             |
| ja    | Datei hochladen | Burg Altpernstein, Gesamtanlage samt Befestigungsresten HERIS-ID: 52009 Objekt-ID: 57922                             | Altpernstein 1 Standort KG: Untermicheldorf                               | Mittelalterliche Burg, um das Jahr 1000 errichtet, 1160 und 1207 erstmals urkundlich erwähnt. Heute ist die Burg ein Begegnungszentrum der Katholischen Jugend Oberösterreich und gehört zum Stift Kremsmünster. | BDA-Hist.: Q261253 Status: § 2a Stand der BDA-Liste: 2025-06-30 Name: Burg Altpernstein, Gesamtanlage samt Befestigungsresten GstNr.: .175, .176, 1093/1, 1093/2, 1096, 1915/1, .174, 1102, 1104, 1105 Burg Altpernstein   |
| ja    | Datei hochladen | Kalvarienberg mit Kapellenbildstöcken HERIS-ID: 88126 Objekt-ID: 102649                                              | zwischen Seebach 18 u. 19 Standort siehe Beschreibung KG: Untermicheldorf | Kalvarienberg von Kirchdorf, auf Micheldorfer Gemeindegebiet gelegen. Unterhalb einer Kapelle (Lage) befinden sich vier gemauerte Stationen eines Kreuzwegs. Die erste Station wurde 1770 von Jakob Wallner errichtet (Lage), 2. Station, 3. Station, die oberste Station (Lage) trägt am Abschlussgitter die Jahreszahl 1773 und das Hammerzeichen „Feinsonne“ der Micheldorfer Sensenschmiede Schützenhub (Oberholzinger). | BDA-Hist.: Q37723736 Status: § 2a Stand der BDA-Liste: 2025-06-30 Name: Kalvarienberg mit Kapellenbildstöcken GstNr.: 2109 Calvary Kirchdorf (in Micheldorf)                                                               |